# Amblypsilopus
Amblypsilopus är ett släkte av tvåvingar. Amblypsilopus ingår i familjen styltflugor.

## Dottertaxa tillAmblypsilopus, i alfabetisk ordning[1]
- Amblypsilopus abruptus
- Amblypsilopus albicinctus
- Amblypsilopus albipes
- Amblypsilopus albisignatus
- Amblypsilopus aliciensis
- Amblypsilopus alter
- Amblypsilopus ambila
- Amblypsilopus ambrym
- Amblypsilopus ampliatus
- Amblypsilopus ancistroides
- Amblypsilopus ankaratrensis
- Amblypsilopus annanensis
- Amblypsilopus anomalicornis
- Amblypsilopus arboreus
- Amblypsilopus argyrodendron
- Amblypsilopus augustus
- Amblypsilopus austerus
- Amblypsilopus babindensis
- Amblypsilopus baoshanus
- Amblypsilopus barkalovi
- Amblypsilopus baroalba
- Amblypsilopus basalis
- Amblypsilopus basistylatus
- Amblypsilopus basseti
- Amblypsilopus bataviensis
- Amblypsilopus belauensis
- Amblypsilopus bereni
- Amblypsilopus bertiensis
- Amblypsilopus bezzii
- Amblypsilopus bifarius
- Amblypsilopus bimestris
- Amblypsilopus bimus
- Amblypsilopus biprovincialis
- Amblypsilopus birraduk
- Amblypsilopus borroloola
- Amblypsilopus bractus
- Amblypsilopus brevitibia
- Amblypsilopus bruneli
- Amblypsilopus brunnescens
- Amblypsilopus byrnei
- Amblypsilopus cahillensis
- Amblypsilopus californicus
- Amblypsilopus callainus
- Amblypsilopus canungra
- Amblypsilopus capitatus
- Amblypsilopus careelensis
- Amblypsilopus cephalodinus
- Amblypsilopus cilifrons
- Amblypsilopus cincinnatus
- Amblypsilopus cobourgensis
- Amblypsilopus commoni
- Amblypsilopus connexus
- Amblypsilopus cooki
- Amblypsilopus coronatus
- Amblypsilopus crassatus
- Amblypsilopus cursus
- Amblypsilopus cyplus
- Amblypsilopus dallastai
- Amblypsilopus depilis
- Amblypsilopus didymus
- Amblypsilopus dimidiatus
- Amblypsilopus discretifasciatus
- Amblypsilopus donhi
- Amblypsilopus dorsalis
- Amblypsilopus edwardsi
- Amblypsilopus eotrogon
- Amblypsilopus eupulvillatus
- Amblypsilopus flavus
- Amblypsilopus floridanus
- Amblypsilopus fonsecai
- Amblypsilopus fonticolus
- Amblypsilopus fortescuia
- Amblypsilopus fuscinervis
- Amblypsilopus fustis
- Amblypsilopus gapensis
- Amblypsilopus glaciunguis
- Amblypsilopus gorodkovi
- Amblypsilopus graciliventris
- Amblypsilopus greenwoodi
- Amblypsilopus gressitti
- Amblypsilopus grootaerti
- Amblypsilopus guangxiensis
- Amblypsilopus guntheri
- Amblypsilopus hainanensis
- Amblypsilopus henanensis
- Amblypsilopus hubeiensis
- Amblypsilopus humilis
- Amblypsilopus infumatus
- Amblypsilopus josephi
- Amblypsilopus julius
- Amblypsilopus jullatensis
- Amblypsilopus kakaduensis
- Amblypsilopus kaplanae
- Amblypsilopus kaputar
- Amblypsilopus knorri
- Amblypsilopus kraussi
- Amblypsilopus lenakel
- Amblypsilopus leptopus
- Amblypsilopus liepae
- Amblypsilopus lismorensis
- Amblypsilopus longiseta
- Amblypsilopus longwanganus
- Amblypsilopus loriensis
- Amblypsilopus malensis
- Amblypsilopus maulevu
- Amblypsilopus medvedevi
- Amblypsilopus melasma
- Amblypsilopus mensualis
- Amblypsilopus miserus
- Amblypsilopus moggillensis
- Amblypsilopus mollis
- Amblypsilopus montanorum
- Amblypsilopus munroi
- Amblypsilopus mutatus
- Amblypsilopus nambourensis
- Amblypsilopus nartshukae
- Amblypsilopus natalis
- Amblypsilopus neoplatypus
- Amblypsilopus nimbuwah
- Amblypsilopus pallidicornis
- Amblypsilopus papilliferus
- Amblypsilopus parallelinervis
- Amblypsilopus paramonovi
- Amblypsilopus parvulus
- Amblypsilopus pectoralis
- Amblypsilopus platypus
- Amblypsilopus pollinosus
- Amblypsilopus ponapensis
- Amblypsilopus proximus
- Amblypsilopus pseudexul
- Amblypsilopus psittacinus
- Amblypsilopus pulverulentus
- Amblypsilopus pulvillatus
- Amblypsilopus putealis
- Amblypsilopus quadrimaculatus
- Amblypsilopus quldensis
- Amblypsilopus ranomafana
- Amblypsilopus rentzi
- Amblypsilopus reunionensis
- Amblypsilopus rimbija
- Amblypsilopus rotundiceps
- Amblypsilopus sabroskyi
- Amblypsilopus sanyanus
- Amblypsilopus scintillans
- Amblypsilopus segnis
- Amblypsilopus septentrionalis
- Amblypsilopus sichuanensis
- Amblypsilopus sideroros
- Amblypsilopus sinensis
- Amblypsilopus soror
- Amblypsilopus steelei
- Amblypsilopus subabruptus
- Amblypsilopus superans
- Amblypsilopus takamaka
- Amblypsilopus tenuitarsis
- Amblypsilopus tinarooensis
- Amblypsilopus topendensis
- Amblypsilopus tortus
- Amblypsilopus tozerensis
- Amblypsilopus triangulifer
- Amblypsilopus triduum
- Amblypsilopus triscuticatus
- Amblypsilopus trogon
- Amblypsilopus trudis
- Amblypsilopus trukensis
- Amblypsilopus tumidus
- Amblypsilopus uneorum
- Amblypsilopus unicinctus
- Amblypsilopus unicoiensis
- Amblypsilopus unifasciatus
- Amblypsilopus upolu
- Amblypsilopus uptoni
- Amblypsilopus waiseai
- Amblypsilopus walkeri
- Amblypsilopus variegatus
- Amblypsilopus variipes
- Amblypsilopus webbensis
- Amblypsilopus weii
- Amblypsilopus wellsae
- Amblypsilopus williamsi
- Amblypsilopus wokoensis
- Amblypsilopus volivoli
- Amblypsilopus wongabelensis
- Amblypsilopus xizangensis
- Amblypsilopus yunnanensis
- Amblypsilopus zhejiangensis
- Amblypsilopus zonatus